# Esteban Ocon
Esteban José Jean-Pierre Ocon-Khelfane, közismert nevén Esteban Ocon (IPA: [ɛs.te.ban ɔ.kɔ̃]; Évreux, 1996. szeptember 17. –) francia autóversenyző, a Mercedes nevelőprogramjának tagja. 2014-ben bemutatkozott a Formula–1-ben, a Lotus csapat színeiben az abu-dzabi nagydíj első szabadedzésén. A FIA Formula 3 Európa-bajnokság 2014-es szezonjának bajnoka, valamint a 2015-ös GP3-as szezon bajnoka. 2016-ban a DTM-ben kezdett versenyezni a Mercedesszel, majd augusztus elején a Formula–1-es Manor csapat bejelentette, hogy Ocon veszi át Rio Haryanto ülését a csapatnál, így 2016-tól Formula–1-ben versenyzett. 2017-től 2018-ig a Force India csapat versenyzője volt, a 2019-es szezonra a Mercedes tesztpilótája lett, majd az év augusztusában a Renault bejelentette, hogy 2020-ban Ocon veszi át Nico Hülkenberg helyét a csapatnál. Első győzelmét 2021 augusztus 1-jén aratta a Hungaroringen.

## Formula–1
2014. november 21-én a Lotus F1 Team csapatától lehetőséget kapott az Abu-Dzabi nagydíj pénteki első szabadedzésén. 2015. május 13-án volt  egy szezon közi tesztje Barcelonában a Force Indiával, hatodik lett 1:27,520-as idővel és 94 kört futott.

### Renault (2016)
2016 februárjában a Mercedes istálló kölcsönbe adta a csapatnak tartalékpilótaként.

### Manor (2016)
2016. augusztus 10-én Rio Haryanto helyére leigazolta a Manor Racing csapata, és az a Pascal Wehrlein lett a csapattársa, akit ő váltott 2016-ban a Mercedesnél a DTM-ben.

### Force India (2017–2018)

#### 2017
2016. november 10-én bejelentették, hogy ő veszi át a csapattól a Renault-hoz távozó Nico Hülkenberg helyét a 2017-es idényre, és Sergio Perez csapattársa lesz. A 2017-es évadnyitó ausztrál nagydíjon a 14. rajthelyet szerezte meg, de Daniel Ricciardo büntetése miatt végül a 13. helyről rajtolt, a futamot a 10. helyen fejezte be, ezzel megszerezte pályafutása első pontját a Formula 1-ben.

#### 2018
2018-ban, miután egy Lawrence Stroll által vezetett befektetői csoport megvette a Force India csapatát, Sergio Pérez csapattársa a Williamstől érkező Lance Stroll lett.

### Mercedes (2019)
2018 novemberében bejelentették, hogy Ocon 2019-től a Mercedes tesztpilótájaként fog szerepelni.

### Renault (2020–)
2019 augusztusában a csapat bejelentette, hogy Ocon Nico Hülkenberget váltva csatlakozik a Renault csapatához.

## Eredményei

### Karrier összefoglaló
| Szezon | Bajnokság                     | Csapat                     | Verseny        | Győzelem       | Pole           | Leggyorsabb kör | Dobogós helyezés | Pont           | Helyezés       |
| ------ | ----------------------------- | -------------------------- | -------------- | -------------- | -------------- | --------------- | ---------------- | -------------- | -------------- |
| 2012   | Formula Renault Eurocup       | Koiranen Motorsport        | 14             | 0              | 0              | 0               | 1                | 31             | 14.            |
| 2012   | Formula Renault 2.0 Alps      | Koiranen Motorsport        | 9              | 0              | 0              | 1               | 2                | 69             | 7.             |
| 2013   | Formula Renault Eurocup       | ART Junior Team            | 14             | 2              | 1              | 1               | 5                | 159            | 3.             |
| 2013   | Formula Renault NEC           | ART Junior Team            | 8              | 1              | 0              | 1               | 3                | 122            | 12.            |
| 2013   | Makaói nagydíj                | Prema Powerteam            | 2              | 0              | 0              | 0               | 0                | —              | 10.            |
| 2014   | Formula–3 Európa-bajnokság    | Prema Powerteam            | 33             | 9              | 15             | 7               | 21               | 478            | 1.             |
| 2014   | Formula Renault 3.5 Series    | Comtec Racing              | 4              | 0              | 0              | 0               | 0                | 2              | 23.            |
| 2014   | Makaói nagydíj                | Prema Powerteam            | 1              | 0              | 0              | 0               | 0                | —              | Kiesett        |
| 2014   | Formula–1                     | Lotus F1 Team              | Tesztpilóta    | Tesztpilóta    | Tesztpilóta    | Tesztpilóta     | Tesztpilóta      | Tesztpilóta    | Tesztpilóta    |
| 2015   | GP3                           | ART Grand Prix             | 18             | 1              | 3              | 5               | 14               | 254            | 1.             |
| 2015   | Formula–1                     | Force India                | Tesztpilóta    | Tesztpilóta    | Tesztpilóta    | Tesztpilóta     | Tesztpilóta      | Tesztpilóta    | Tesztpilóta    |
| 2016   | DTM                           | Mercedes-Benz DTM Team ART | 10             | 0              | 0              | 0               | 0                | 2              | 26.            |
| 2016   | Formula–1                     |                            |                |                |                |                 |                  |                |                |
| 2016   | Mercedes AMG Petronas F1 Team | Tesztpilóta                | Tesztpilóta    | Tesztpilóta    | Tesztpilóta    | Tesztpilóta     | Tesztpilóta      | Tesztpilóta    |                |
| 2016   | Renault F1                    | Tesztpilóta                | Tesztpilóta    | Tesztpilóta    | Tesztpilóta    | Tesztpilóta     | Tesztpilóta      | Tesztpilóta    |                |
| 2016   | Manor Racing                  | 9                          | 0              | 0              | 0              | 0               | 0                | 24.            |                |
| 2017   | Formula–1                     | Force India                | 20             | 0              | 0              | 0               | 0                | 87             | 8.             |
| 2018   | Formula–1                     | Force India                | 21             | 0              | 0              | 0               | 0                | 49             | 12.            |
| 2019   | Formula–1                     | Mercedes AMG F1            | Tartalékpilóta | Tartalékpilóta | Tartalékpilóta | Tartalékpilóta  | Tartalékpilóta   | Tartalékpilóta | Tartalékpilóta |
| 2020   | Formula–1                     | Renault F1                 | 17             | 0              | 0              | 1               | 1                | 62             | 12.            |
| 2021   | Formula–1                     | Alpine F1 Team             | 22             | 1              | 0              | 0               | 1                | 74             | 11.            |
| 2022   | Formula–1                     | Alpine F1 Team             | 22             | 0              | 0              | 0               | 0                | 92             | 8.             |
| 2023   | Formula–1                     | Alpine F1 Team             | 22             | 0              | 0              | 0               | 1                | 58             | 12.            |
| 2024   | Formula–1                     | Alpine F1 Team             | 24             | 0              | 0              | 1               | 1                | 23             | 14             |
| 2025   | Formula–1                     | Haas F1 Team               | 13             | 0              | 0              | 0               | 0                | 27*            | 10.*           |

* A szezon jelenleg is zajlik.

### Teljes Formula Renault 2.0 ALPS eredménylistája
| 8 | 5 |  |  | 7 | 4 | 25 | 7 | 3 | 3 |  |  | 11 | Ni |

### Teljes Formula Renault Eurocup eredménylistája
| Év   | Csapat              | 1   | 1   | 2   | 2   | 3   | 3   | 4   | 4   | 5   | 5   | 6   | 6   | 7   | 7   | Helyezés | Pont |
| 2012 | Koiranen Motorsport | ARA | ARA | SPA | SPA | NÜR | NÜR | MSC | MSC | HUN | HUN | LEC | LEC | CAT | CAT | 14.      | 31   |
| ---- | ------------------- | --- | --- | --- | --- | --- | --- | --- | --- | --- | --- | --- | --- | --- | --- | -------- | ---- |
| 2012 | Koiranen Motorsport | 19  | 5   | 21  | 24  | 12  | 18  | 8   | Ki  | 21  | 18  | 9   | 3   | Ki  | Ki  | 14.      | 31   |
| 2013 | ART Junior Team     | ARA | ARA | SPA | SPA | MSC | MSC | RBR | RBR | HUN | HUN | LEC | LEC | CAT | CAT | 3.       | 159  |
| 2013 | ART Junior Team     | 2   | 6   | 8   | 7   | 4   | 2   | 10  | 14  | 2   | 4   | 9   | 1   | 7   | 1   | 3.       | 159  |

### Teljes Formula Renault NEC eredménysorozata
| 1 | 4 | 8 | 2 | 7 |  |  |  |  |  |  | Ki | 2 | Ki |  |  |  |

### Teljes Formula–3 Európa-bajnokság eredménysorozata
(Táblázat értelmezése)

(Félkövér: pole-pozícióból indult; dőlt: leggyorsabb kört futott) 

| Év   | Csapat          | 1       | 2       | 3     | 4       | 5       | 6       | 7     | 8     | 9       | 10      | 11      | 12      | 13       | 14    | 15      | 16      | 17       | 18      | 19    | 20      | 21      | 22       | 23       | 24       | 25      | 26      | 27       | 28    | 29      | 30    | 31      | 32      | 33      | Helyezés | Pont |
| ---- | --------------- | ------- | ------- | ----- | ------- | ------- | ------- | ----- | ----- | ------- | ------- | ------- | ------- | -------- | ----- | ------- | ------- | -------- | ------- | ----- | ------- | ------- | -------- | -------- | -------- | ------- | ------- | -------- | ----- | ------- | ----- | ------- | ------- | ------- | -------- | ---- |
| 2014 | Prema Powerteam | SIL 1 2 | SIL 2 1 | SIL 3 | HOC 1 9 | HOC 2 1 | HOC 3 2 | PAU 1 | PAU 2 | PAU 3 2 | HUN 1 2 | HUN 2 1 | HUN 3 1 | SPA 1 Ki | SPA 2 | SPA 3 2 | NOR 1 2 | NOR 2 14 | NOR 3 2 | MSC 1 | MSC 2 1 | MSC 3 1 | RBR 1 13 | RBR 2 Ki | RBR 3 13 | NÜR 1 6 | NÜR 2 3 | NÜR 3 Ki | IMO 1 | IMO 2 4 | IMO 3 | HOC 1 7 | HOC 2 4 | HOC 3 7 | 1.       | 478  |

### Teljes Formula Renault 3.5 Series eredménylistája
| Év   | Csapat        | 1     | 2     | 3     | 4     | 5     | 6     | 7     | 8     | 9     | 10    | 11    | 12      | 13       | 14       | 15       | 16    | 17    | Helyezés | Pont |
| ---- | ------------- | ----- | ----- | ----- | ----- | ----- | ----- | ----- | ----- | ----- | ----- | ----- | ------- | -------- | -------- | -------- | ----- | ----- | -------- | ---- |
| 2014 | Comtec Racing | MNZ 1 | MNZ 2 | ARA 1 | ARA 2 | MON 1 | SPA 1 | SPA 2 | MSC 1 | MSC 2 | NÜR 1 | NÜR 2 | HUN 1 9 | HUN 2 Ni | LEC 1 14 | LEC 2 12 | JER 1 | JER 2 | 23.      | 2    |

### Teljes GP3-as eredménylistája
(Táblázat értelmezése)

(Félkövér: pole-pozícióból indult; dőlt: leggyorsabb kört futott) 

| Év   | Csapat         | 1         | 2         | 3         | 4           | 5         | 6         | 7         | 8         | 9         | 10        | 11        | 12        | 13        | 14        | 15        | 16        | 17        | 18        | Helyezés | Pont |
| ---- | -------------- | --------- | --------- | --------- | ----------- | --------- | --------- | --------- | --------- | --------- | --------- | --------- | --------- | --------- | --------- | --------- | --------- | --------- | --------- | -------- | ---- |
| 2015 | ART Grand Prix | ESP FEA 1 | ESP SPR 7 | AUT FEA 3 | AUT SPR Kiz | GBR FEA 6 | GBR SPR 2 | HUN FEA 2 | HUN SPR 2 | BEL FEA 2 | BEL SPR 2 | ITA FEA 2 | ITA SPR 2 | RUS FEA 2 | RUS SPR 2 | BHR FEA 3 | BHR SPR 2 | UAE FEA 4 | UAE SPR 3 | 1.       | 253  |

### Teljes DTM eredménylistája
(Táblázat értelmezése)

(Félkövér: pole-pozícióból indult; dőlt: leggyorsabb kört futott) 

| Év   | Csapat         | 1        | 2        | 3        | 4        | 5        | 6        | 7        | 8        | 9       | 10       | 11    | 12    | 13    | 14    | 15    | 16    | 17    | 18    | Helyezés | Pont |
| ---- | -------------- | -------- | -------- | -------- | -------- | -------- | -------- | -------- | -------- | ------- | -------- | ----- | ----- | ----- | ----- | ----- | ----- | ----- | ----- | -------- | ---- |
| 2016 | ART Grand Prix | HOC 1 Ki | HOC 2 Ki | SPL 1 20 | SPL 2 18 | LAU 1 23 | LAU 2 15 | NOR 1 Ki | NOR 2 13 | ZAN 1 9 | ZAN 2 18 | MSC 1 | MSC 2 | NÜR 1 | NÜR 2 | HUN 1 | HUN 1 | HOC 1 | HOC 2 | 26.      | 2    |

### Teljes Formula–1-es eredménysorozata
(Táblázat értelmezése)

(Félkövér: pole-pozícióból indult; dőlt: leggyorsabb kört futott) 

| Év   | Csapat      | 1      | 2      | 3       | 4      | 5      | 6      | 7      | 8      | 9      | 10     | 11     | 12     | 13     | 14     | 15     | 16     | 17     | 18      | 19     | 20     | 21     | 22     | 23     | 24  | Helyezés | Pont |
| ---- | ----------- | ------ | ------ | ------- | ------ | ------ | ------ | ------ | ------ | ------ | ------ | ------ | ------ | ------ | ------ | ------ | ------ | ------ | ------- | ------ | ------ | ------ | ------ | ------ | --- | -------- | ---- |
| 2014 | Lotus       | AUS    | MAL    | BHR     | CHN    | ESP    | MON    | CAN    | AUT    | GBR    | GER    | HUN    | BEL    | ITA    | SIN    | JPN    | RUS    | USA    | BRA     | UAE Tp |        |        |        |        |     | –        | –    |
| 2016 | Renault     | AUS    | BHR    | CHN     | RUS    | ESP Tp | MON    | CAN    | EUR    | AUT    | GBR Tp | HUN Tp | GER Tp |        |        |        |        |        |         |        |        |        |        |        |     | 23.      | 0    |
| 2016 | Manor       |        |        |         |        |        |        |        |        |        |        |        |        | BEL 16 | ITA 18 | SIN 18 | MAL 16 | JPN 21 | USA 18  | MEX 21 | BRA 12 | UAE 13 |        |        |     | 23.      | 0    |
| 2017 | Force India | AUS 10 | CHN 10 | BHR 10  | RUS 7  | ESP 5  | MON 12 | CAN 6  | AZE 6  | AUT 8  | GBR 8  | HUN 9  | BEL 9  | ITA 6  | SIN 10 | MAL 10 | JPN 6  | USA 6  | MEX 5   | BRA Ki | UAE 8  |        |        |        |     | 8.       | 87   |
| 2018 | Force India | AUS 12 | BHR 10 | CHN 11  | AZE Ki | ESP Ki | MON 6  | CAN 9  | FRA Ki | AUT 6  | GBR 7  | GER 8  | HUN 13 | BEL 6  | ITA 6  | SIN Ki | RUS 9  | JPN 9  | USA Kiz | MEX 11 | BRA 15 | UAE Ki |        |        |     | 12.      | 49   |
| 2020 | Renault     | AUT 8  | STY Ki | HUN 14  | GBR 6  | 70 8   | ESP 13 | BEL 5  | ITA 8  | TOS Ki | RUS 7  | EIF Ki | POR 8  | EMI Ki | TUR 11 | BHR 9  | SAK 2  | UAE 9  |         |        |        |        |        |        |     | 12.      | 62   |
| 2021 | Alpine      | BHR 13 | EMI 9  | POR 7   | ESP 9  | MON 9  | AZE Ki | FRA 14 | STY 14 | AUT Ki | GBR 9  | HUN 1  | BEL 7‡ | NED 9  | ITA 10 | RUS 14 | TUR 10 | USA Ki | MEX 13  | BRA 8  | QAT 5  | SAU 4  | UAE 9  |        |     | 11.      | 74   |
| 2022 | Alpine      | BHR 7  | SAU 6  | AUS 7   | EMI 14 | MIA 8  | ESP 7  | MON 12 | AZE 10 | CAN 6  | GBR Ki | AUT 5  | FRA 8  | HUN 9  | BEL 7  | NED 9  | ITA 11 | SIN Ki | JPN 4   | USA 11 | MEX 8  | BRA 8  | UAE 7  |        |     | 8.       | 92   |
| 2023 | Alpine      | BHR Ki | SAU 8  | AUS 14† | AZE 15 | MIA 9  | MON 3  | ESP 8  | CAN 8  | AUT 14 | GBR Ki | HUN Ki | BEL 8  | NED 10 | ITA Ki | SIN Ki | JPN 9  | QAT 7  | USA Ki  | MEX 10 | BRA 10 | LVS 4  | UAE 12 |        |     | 12.      | 58   |
| 2024 | Alpine      | BHR 17 | SAU 13 | AUS 16  | JPN 15 | CHN 11 | MIA 10 | EMI 14 | MON Ki | CAN 10 | ESP 10 | AUT 12 | GBR 16 | HUN 18 | BEL 9  | NED 15 | ITA 14 | AZE 15 | SIN 13  | USA 18 | MEX 13 | BRA 2  | LVS 17 | QAT Ki | UAE | 14.      | 23   |
| 2025 | Haas        | AUS 13 | CHN 5  | JPN 18  | BHR 8  | SAU 14 | MIA 12 | EMI Ki | MON 7  | ESP 16 | CAN 9  | AUT 10 | GBR 13 | BEL 15 | HUN    | NED    | ITA    | AZE    | SIN     | USA    | MEX    | BRA    | LVS    | QAT    | UAE | 10.*     | 23*  |

* A szezon jelenleg is zajlik.
† A versenyt nem fejezte be, de helyezését értékelték, mert a versenytáv több, mint 90%-át teljesítette.
‡ A versenyt félbeszakították, és mivel nem teljesítették a táv 75%-át, így a szerezhető pontoknak csak a felét kapta meg.

### Formula–1-es rekordok
| Rekord                                                       | Nagydíjak | Időtartam                                     | Forrás |
| ------------------------------------------------------------ | --------- | --------------------------------------------- | ------ |
| Legtöbb egymás után befejezett futam a pályafutás kezdetétől | 27        | 2016-os belga nagydíj–2017-es mexikói nagydíj | [ 11 ] |